# It Takes Two/SOLID DREAM/MOVE ON
「It Takes Two/SOLID DREAM/MOVE ON」（イット・テイクス・トゥー / ソリッド・ドリーム / ムーヴ・オン）は、CHEMISTRY6枚目のシングル。2002年11月13日発売。

## 解説
CHEMISTRY初トリプル・タイアップ・シングル。
トリプルA面であるため、「It Takes Two」「SOLID DREAM」「MOVE ON」3曲ともMVが製作されたが「MOVE ON」はあまりオンエアされずオフィシャルサイトでも視聴が出来ない。また、MV集『CHEMISTRY THE VIDEOS:2001-2002 〜What You See Is What You Get〜』には「It Takes Two」「SOLID DREAM」の2曲のMVのみ収録され「MOVE ON」は収録されなかった。なお、その後の映像作品にも収録されないままとなっている。
「MOVE ON」の振付はSynergyのRui。
本作は初動15万・累計45万のヒット。グループ4番目のシングルセールスとなった。

## 収録曲
1. It Takes Two
（作詞：小山内舞　作曲：和田昌哉　編曲：和田昌哉・LARRY GOLD）
フジテレビ系ドラマ『DOUBLE SCORE』主題歌[1]。アルバム『Between the Lines』にLISAをフィーチャリングしたリミックス 「It Takes Two （OCTOPUSSY Remix feat. LISA）」として収録。
2. SOLID DREAM
（作詞：麻生哲朗　作曲・編曲：:藤本和則）
フジテレビ系『めざましテレビ』テーマソング[注 1]。
3. MOVE ON
（作詞：立田野純　作曲・編曲：鷺巣詩郎）
ダイハツ「MOVEカスタム」のCMソング。以降CHEMISTRYによる同タイアップが続く。ライブで盛り上がる曲のひとつ。 シングル・バージョンは終わり部分がフェードアウトされているショート・バージョンだが、アルバム『Between the Lines』に「Album Version」としてフルバージョンが収録。実はこちらがオリジナル・バージョン。
4. It Takes Two (LESS VOCAL)
5. SOLID DREAM (LESS VOCAL)
6. MOVE ON (LESS VOCAL)